# 35435 Erikayang
35435 Erikayang este o planetă minoră (asteroid), cu un diametru de 3,109 km, din centura de asteroizi. A fost descoperită pe 24 ianuarie 1998 la Experimental Test Site⁠(d) de Lincoln Near-Earth Asteroid Research. 
Obiectul prezintă o orbită caracterizată de o semiaxă mare de 2,2556734 UAi, o excentricitate de 0,19, o înclinație de 5,39577 ° în raport cu ecliptica.